# Apterodontinae
Apterodontinae («без крилатого зуба») — вимерла підродина гієнодонтів, що жили в Африці та Європі в період пізнього еоцену до середнього олігоцену.

## Класифікація
- Підродина: †Apterodontinae (Szalay, 1967)
  - Рід: †Apterodon (Fischer, 1880)
    - †Apterodon altidens (Schlosser, 1910)
    - †Apterodon gaudryi (Fischer, 1880)
    - †Apterodon langebadreae (Grohé, 2012)
    - †Apterodon macrognathus (Andrews, 1904)
    - †Apterodon rauenbergensis (Frey, 2010)
    - †Apterodon saghensis (Simons & Gingerich, 1976)
    - †Apterodon sp. [Dur At-Talah escarpment, Libya] (Grohé, 2012)

  - Рід: †Quasiapterodon (Lavrov, 1999)
    - †Quasiapterodon minutus (Schlosser, 1910)